# Andrej Vlasov
Andrej Andrejevič Vlasov (Андрей Андреевич Власов; Lomakino, 14. rujna 1901. – Moskva, 1. kolovoza 1946. ) bio je sovjetski časnik ( general poručnik ) koji je surađivao s nacističkom Njemačkom tijekom Drugog svjetskog rata. Vlasov se istaknuo borbom na sovjetskoj strani u bitci za Moskvu. Zapovjedio je Drugom udarnom armijom u Ljubanjskoj ofenzivi kada je pao u njemačko zarobljeništvo i pristao surađivati s vodstvom Trećeg Reicha protiv SSSR-a i vodio Rusku oslobodilačku armiju (ROA), suradničku organizaciju koju čine ratni zarobljenici i emigranti. Vlasov je bio vođa Ruskog oslobodilačkog pokreta, predsjednik Prezidija Odbora za oslobođenje naroda Rusije (1944-1945), glavni zapovjednik ROA (28. siječnja - 12. svibnja 1945.). Godine 1945. zarobljen je od Crvene armije, a 1946. godine. osuđen na smrt zbog izdaje, lišen svog čina i državnih nagrada. 